# Philippe Aractingi
Philippe Aractingi (nacido en 1964) es un cineasta nacido en Líbano y nacionalizado francés, reconocido especialmente por su trilogía de la guerra civil libanesa, compuesta por las películas Bosta, Under the Bombs y Heritages.

## Carrera

### Inicios
Philippe Aractingi es un director francolibanés nacido en 1964. Autodidacta, comenzó su carrera tomando fotografías de la vida cotidiana de Beirut durante la guerra civil libanesa y dirigió su primer documental a los 21 años. Durante un período inestable, confió en su intuición y se lanzó a una profesión que en ese momento estaba casi ausente en su país.

### Reconocimiento
En 1989 abandonó el Líbano y se radicó en Francia. Allí empezó a desarrollar con mayor tranquilidad su carrera como cineasta. En 2001 regresó a su país para funda la compañía Fantascope Production, orientada al contenido especializado en la producción de documentales en todos los formatos.
Con Bosta (2005), su primer largometraje de ficción, ofrece una mirada innovadora al Líbano dirigiendo un musical, el primero para el Líbano de la posguerra. La cinta logró vender 140.000 entradas en el Líbano, un número récord en 25 años en el cine de ese país.
Cuando en 2006 estalla una nueva guerra en el Líbano, Philippe Aractingi, acostumbrado a filmar con urgencia, decide filmar su segundo largometraje. Filmado dos días después del final del conflicto bélico, Under the Bombs (2008) presentó a dos actores profesionales interactuando con actores naturales (civiles, soldados y rescatistas), ofreciendo una visión en tiempo real de los estragos de la guerra. Esta historia de ficción con un escenario de la vida real, que combina escenas improvisadas y escritas, se ha distribuido en una veintena de países. Under the Bombs ha sido exhibida en el Festival de Cine de Venecia, el Festival de Cine de Sundance y el Festival Internacional de Cine de Dubái, logrando 23 premios hasta la fecha. Bosta y Under the Bombs además representaron al Líbano en los Premios Óscar.
Heritages (2013), tercera película del director, narra el exilio de su propia familia a lo largo de cuatro generaciones y cien años de historia.

### Actualidad
En 2017 dirigió y escribió el largometraje Ismaii, narrando una historia de amor en medio de las convenciones y de la diferencia de clases sociales. Deborah Young de The Hollywood Reporter afirmó con relación a la película: "Ismaii marca un punto de inflexión en la carrera del cineasta Philippe Aractingi, reconocido por su trilogía sobre la guerra civil en el Líbano. En comparación, los viejos temas universales de amor, pérdida, pasión e infidelidad carecen de la urgencia y la especificidad de su trabajo anterior".

## Filmografía

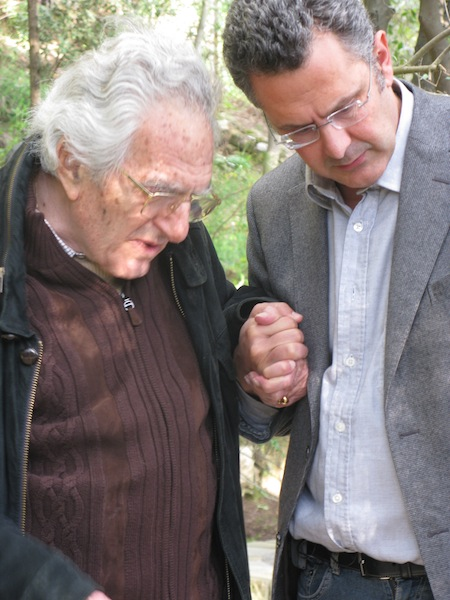
Philippe Aractingi con el diplomático Ghassan Tuéni

### Como director
- 2017 - Ismaii
- 2013 - Mirath
- 2012 - Une terre pour un homme (documental)
- 2007 - Sous les bombes
- 2005 - Bosta
- 1993 - Beyrouth de Pierre et de Mémoires (corto)
- 1992 - Par le regard des mères (documental)

### Como productor
- 2017 - Ismaii
- 2013 - Mirath
- 2007 - Sous les bombes
- 2005 - Bosta
- 1993 - Beyrouth de Pierre et de Mémoires
- 1992 - Par le regard des mères

## Premios y distinciones
Festival Internacional de Cine de Venecia
| Año  | Categoría                        | Película        | Resultado |
| ---- | -------------------------------- | --------------- | --------- |
| 2007 | Premio EIUC (Venice Days)        | Under the Bombs | Ganador   |
| 2007 | Premio Cine joven – Alternatives | Under the Bombs | Ganador   |